# Şamlı (Qəbələ)
Şamlı è un comune dell'Azerbaigian situato nel distretto di Qəbələ. Conta una popolazione di 345 abitanti.